# Imperi colonial noruec

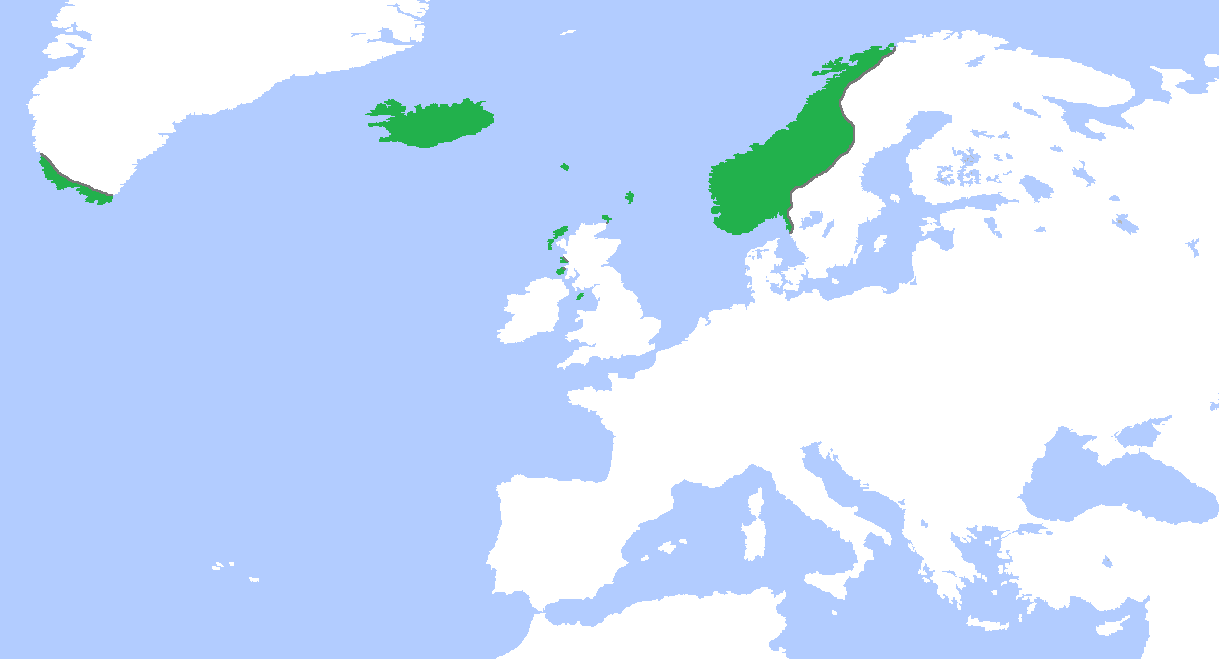
Possessions de Noruega el 1265

Amb el nom d'Imperi colonial noruec es fa referència a les possessions noruegues durant l'edat mitjana. Encara que també durant el segle xx, Noruega va adquirir nous territoris sobretot a l'Àrtida i l'Antàrtida.

## Imperi Noruec a l'Edat Mitjana
L'Imperi Noruec es va consolidar a conseqüència de la potència de la flota naval del país i, per tant, va ésser un imperi sobretot insular. Va perdre els seus territoris en litigis amb els escocesos i, també, per cessions a Dinamarca, amb qui va ser unida el 1380 per l'anomenada Unió de Kalmar.

### Possessions americanes
- Groenlàndia (1261-1380)
- Vinland ?

### Possessions europees
- Regne de Man i de les Illes (Regne vassall de Noruega fins al 1266)
- Hèbrides
- Illes Fèroe (entre 800 o 900-1380)
- Islàndia (vers 1000-1380)
- Òrcades (segle ix-1469)
- Shetland (segle ix-1472)

## Territoris noruecs delsegle XX

### Possessions europees
- Illa Jan Mayen (des de 1929)
- Svalbard (des de 1920)

### Possessions antàrtiques
- Illa Bouvet (des de 1927)
- Illa Pere I (des de 1929)
- Terra de la Reina Maud